# Team Suzuki
Team Suzuki est un jeu vidéo de course développé par Gremlin Interactive et édité par Konami, sorti en 1991 sur Amiga, Atari ST et DOS. 

## Accueil
- Tilt : 17/20 (version Atari ST)[1]